# Мечковац
Мечковац или Мечковец (на сръбски: Мечковац или Mečkovac) е село в Югоизточна Сърбия, Пчински окръг, Град Враня, община Враня.

## География
Селото е разположено във Вранската котловина, в южното подножие на планината Плячковица. Отстои на 5,3 км североизточно от центъра на окръжния и общински център Враня, на 2,7 км южно от село Клашнице, на север от село Суви Дол и на запад от село Мощаница.

## История
По време на Първата световна война селото е във военновременните граници на Царство България, като административно е част от Вранска околия на Врански окръг.

## Население
Според преброяването на населението от 2011 г. селото има 152 жители.

### Етнически състав
Данните за етническия състав на населението са от преброяването през 2002 г.
- сърби – 169 жители (100%)